# В гостях у сказки
«В гостях у сказки» — советская и российская детская телевизионная передача, транслировавшаяся в 1970-е — 1990-е годы.

## Сюжет
Первый выпуск передачи вышел в 1976 году. «В гостях у сказки» выходила в телеэфир в течение учебного года и в летние месяцы «уходила на каникулы». Часть сезонов передачи выходили в субботу (с последующим повтором программы в утреннее время на следующей рабочей неделе), часть сезонов — в пятницу (опять же с повтором выпуска), часть сезонов — в воскресенье. В 1970-е — начале 1980-х годов передача показывалась, как правило, еженедельно. Затем выход программы ограничивался одним выпуском в две недели.
Передача начиналась с мультипликационной заставки (было несколько вариантов, включая «новогодний» для зимних каникул) под мелодию Владимира Дашкевича «Приходи, сказка», ранее звучавшую в кинофильме 1973 года «Капля в море» (в том числе с малоизвестным текстом про волшебную шапку-невидимку) и позже использованную в кинофильме 1982 года «Там, на неведомых дорожках…» с новым текстом в исполнении Ольги Рождественской, и впоследствии, после показа его в передаче, зазвучавшей со словами из этого фильма. Ведущая программы Валентина Михайловна Леонтьева (тётя Валя) непременно открывала передачу обращением «Здравствуйте, дорогие ребята и уважаемые товарищи взрослые!». Ведущая троекратным хлопком в ладоши вызывала к себе помощников: сказочного библиотекаря (Владимир Долинский, позже Рогволд Суховерко) и Полину (Полина Осетинская)
В передаче показывали детские фильмы-сказки, игровые и мультипликационные. Демонстрировались советские киносказки разных лет, включая фильмы, созданные на киностудиях практически всех союзных республик СССР. Часто показывались в передаче сказки Александра Роу и Александра Птушко, а также сказки, снятые режиссёрами из социалистических стран. Нередко в программу включались премьерные показы кино- и телефильмов. Показ фильма, как правило, предварялся беседой В. М. Леонтьевой со зрителями, из которой они узнавали о литературной основе фильма (если показывалась экранизация), или получали иную познавательную информацию, связанную с фильмом. По окончании фильма зрителям предлагалось ответить на «сказочный» или «киносказочный» вопрос, а также прислать на программу рисунки и поделки по мотивам показанной киносказки. Через несколько передач ответы и работы юных зрителей непременно обсуждались и показывались — опять же по окончании очередного фильма-сказки. Во время показа рисунков звучала песня Александра Зацепина на стихи Леонида Дербенёва «Рисуйте, рисуйте!» из кинофильма «Фантазии Веснухина» в исполнении Аллы Пугачёвой.
8 сентября 1989 года передача получила новое название — «В мире сказок и приключений», что отразилось и на выборе жанра фильмов.
В 1991 году вышли в эфир две новогодних телепередачи с названием «В гостях у сказки» с Валентиной Леонтьевой в роли ведущей. После замены ЦТ СССР на 1-й канал Останкино передача стала выходить под названием «Зазеркалье». В неё режиссёр детской редакции Пётр Соседов снова хотел позвать Леонтьеву на роль ведущей, но руководство студии кинопрограмм канала (Владимир Шмаков) и Мария Старостина запретили использовать «тётю Валю» в качестве ведущей. Взрослую ведущую в ней заменили на детей — мальчика и девочку, которые попадали внутрь сказки (их «приклеивали» на картинку фильма или мультфильма) и с ними происходили разные приключения. Они как бы попадали в волшебную страну Зазеркалье. Сценарии для этих передач писала редактор студии кинопрограмм ЦТ СССР, выпускница Литературного института Инна Смирнова. Роли детей (девочек) в разные годы исполняли внучка Председателя ТК «Останкино» — Егора Яковлева и внучка Председателя КГБ СССР Вадима Бакатина. Чаще всего роль девочки исполняла Кристина Казакова.
С 14 мая 1993 года «Зазеркалье» снова стало называться «В гостях у сказки». Под оригинальным названием она и выходила в эфир вплоть до ликвидации ТК «Останкино» в 1995 году.

## Кинорепертуар

### Сезон 1 (сентябрь 1976 — май 1977)
Первый сезон выходил в эфир еженедельно по субботам в дневной сетке вещания канала «Первой программы ЦТ». В то время занятия в школе включали субботние дни. Поэтому, передача предназначалась для просмотра после школьных уроков перед выходным днём. Таким образом, для советских школьников, просмотр «В гостях у сказки» означал начало выходных. Начиная с 6-й передачи, так же транслировался повтор по понедельникам утром для тех школьников, которые учились во вторую смену и не могли смотреть «В гостях у сказки» по субботам.
В редких слухах передача переносилась на другие дни недели. В первую очередь из-за праздничных дней или прямой трансляции особых торжественных мероприятий. Показ двухсерийного фильма «Руслан и Людмила» был разделён на две части с трансляцией передач в субботу и воскресение с повтором в понедельник и вторник. Повторный показ сказки «Огниво» был пропущен по неясным причинам.
| Эпизод | Сказка                                                               | Оригинальный эфир (московский регион) | Повторный эфир (московский регион)    |
| ------ | -------------------------------------------------------------------- | ------------------------------------- | ------------------------------------- |
| 1-01   | «По щучьему веленью» (СССР, фильм, 1938)                             | Суббота, 04.09.1976 (13:30-14:35)     |                                       |
| 1-02   | «Василиса Прекрасная» (СССР, фильм, 1939)                            | Суббота, 11.09.1976 (14:05-15:15)     |                                       |
| 1-03   | «Конёк-Горбунок» (СССР, фильм, 1941)                                 | Суббота, 18.09.1976 (14:15-15:25)     |                                       |
| 1-04   | «Марья-искусница» (СССР, фильм, 1959)                                | Суббота, 25.09.1976 (14:10-15:30)     |                                       |
| 1-05   | «Кащей Бессмертный» СССР, фильм, 1944                                | Суббота, 02.10.1976 (13:45-14:50)     |                                       |
| 1-06   | «Новые похождения Кота в сапогах» (СССР, фильм, 1958)                | Суббота, 09.10.1976 (14:10-15:40)     | Понедельник, 11.10.1976 (9:50-11:20)  |
| 1-07   | «Королевство кривых зеркал» (СССР, фильм, 1963)                      | Суббота, 09.10.1976 (14:10-15:40)     | Понедельник, 11.10.1976 (9:50-11:20)  |
| 1-08   | «Морозко» (СССР, фильм, 1964)                                        | Суббота, 23.10.1976 (12:35-14:00)     | Понедельник, 25.10.1976 (9:30-10:55)  |
| 1-09   | «Варвара-краса, длинная коса» (СССР, фильм, 1969)                    | Суббота, 30.10.1976 (12:30-14:00)     | Понедельник, 01.11.1976 (9:30-10:55)  |
| 1-10   | «Новый Гулливер» (СССР, анимационно-игровой фильм, 1935)             | Суббота, 13.11.1976 (14:50-16:00)     | Понедельник, 15.11.1976 (9:30-10:40)  |
| 1-11   | «Золотой ключик» (СССР анимационно-игровой фильм, 1939)              | Суббота, 20.11.1976 (14:20-15:45)     | Понедельник, 22.11.1976 (10:05-11:30) |
| 1-12   | «Каменный цветок» (СССР, фильм, 1946)                                | Суббота, 27.11.1976 (16:15-17:40)     | Понедельник, 29.11.1976 (9:30-10:55)  |
| 1-13   | «Руслан и Людмила», 1 серия (СССР, фильм, 1972)                      | Суббота, 04.12.1976 (13:25-14:50)     | Понедельник, 06.12.1976 (9:30-10:50)  |
| 1-14   | «Руслан и Людмила», 2 серия (СССР, фильм, 1972)                      | Воскресенье, 05.12.1976 (13:30-14:40) | Вторник, 07.12.1976 (9:30-10:35)      |
| 1-15   | «Сказка о царе Салтане» (СССР фильм, 1966)                           | Суббота, 11.12.1976 (14:20-15:50)     | Понедельник, 13.12.1976 (9:30-11:00)  |
| 1-16   | «Садко» (СССР, фильм, 1952)                                          | Суббота, 18.12.1976 (16:25-18:15)     | Понедельник, 20.12.1976 (9:30-11:05)  |
| 1-17   | «Новогодние приключения Маши и Вити» (СССР, фильм, 1975)             | Суббота, 25.12.1976 (15:00-16:15)     | Понедельник, 27.12.1976 (9:30-10:45)  |
| 1-18   | «Золушка» (СССР, фильм, 1947)                                        | Суббота, 08.01.1977 (13:55-15:20)     | Понедельник, 10.01.1977 (9:30-10:55)  |
| 1-19   | «Двенадцать месяцев» (СССР, мультфильм, 1956)                        | Суббота, 15.01.1977 (13:10-14:15)     | Понедельник, 17.01.1977 (9:30-10:30)  |
| 1-20   | «Снежная королева» (СССР, фильм с элементами мультипликации, 1966)   | Суббота, 22.01.1977 (14:30-16:00)     | Понедельник, 24.01.1977 (9:30-11:00)  |
| 1-21   | «Старая, старая сказка» (СССР, фильм, 1968)                          | Суббота, 29.01.1977 (16:15-18:15)     | Понедельник, 31.01.1977 (9:30-11:15)  |
| 1-22   | «Доктор Айболит» (СССР, фильм, 1938)                                 | Суббота, 05.02.1977 (14:05-15:25)     | Понедельник, 07.02.1977 (9:30-10:50)  |
| 1-23   | «Город мастеров» (СССР, фильм, 1965)                                 | Суббота, 12.02.1977 (14:25-16:00)     | Понедельник, 14.02.1977 (9:30-11:05)  |
| 1-24   | «Золотой гусь» (ГДР, фильм, 1964)                                    | Суббота, 19.02.1977 (16:15-17:40)     | Понедельник, 21.02.1977 (9:30-10:45)  |
| 1-25   | «Царевна-лягушка» (СССР, мультфильм, 1954)                           | Суббота, 26.02.1977 (16:15-17:10)     | Понедельник, 28.02.1977 (9:30-10:25)  |
| 1-26   | «Снегурочка» (СССР, фильм, 1968)                                     | Воскресенье, 06.03.1976 (12:30-14:25) | Среда, 09.03.1977 (9:30-11:25)        |
| 1-27   | «Волшебник» (Венгрия, фильм, 1969)                                   | Суббота, 12.03.1977 (12:20-14:00)     | Понедельник, 14.03.1977 (9:30-11:05)  |
| 1-28   | «Три толстяка» (СССР, фильм, 1966)                                   | Суббота, 19.03.1977 (14:50-16:45)     | Вторник, 22.03.1977 (9:30-11:15)      |
| 1-29   | «Огниво» (ГДР, фильм, 1959)                                          | Суббота, 26.03.1977 (14:40-16:00)     |                                       |
| 1-30   | «Златовласка» (ЧССР, фильм, 1973)                                    | Суббота, 02.04.1977 (13:35-15:05)     | Понедельник, 04.04.1977 (9:30-11:00)  |
| 1-31   | «Король Дроздобород» (ГДР, фильм, 1965)                              | Суббота, 09.04.1977 (14:40-16:05)     | Понедельник, 11.04.1977 (9:30-10:50)  |
| 1-32   | «Старик Хоттабыч» (СССР, фильм, 1956)                                | Суббота, 16.04.1977 (13:45-15:35)     | Понедельник, 18.04.1977 (9:30-11:20)  |
| 1-33   | «Цветик-Семицветик» (СССР, фильм, 1968)                              | Суббота, 23.04.1977 (14:15-14:45)     | Понедельник, 18.04.1977 (10:00-10:30) |
| 1-34   | «Сказка о мертвой царевне и семи богатырях» (СССР, мультфильм, 1951) | Суббота, 30.04.1977 (14:15-15:15)     | Вторник, 03.05.1977 (9:30-10:30)      |
| 1-35   | «Сказка о Мальчише-Кибальчише» (СССР, фильм, 1964)                   | Воскресенье, 08.05.1977 (13:30-14:45) | Вторник, 10.05.1977 (9:30-10:45)      |
| 1-36   | «Удивительная история, похожая на сказку» (СССР, фильм, 1966)        | Суббота, 14.05.1977 (13:55-15:30)     | Понедельник, 16.05.1977 (9:30-11:00)  |
| 1-37   | «Волшебная лампа Аладдина» (СССР, фильм, 1966)                       | Суббота, 21.05.1977 (14:05-16:00)     | Понедельник, 23.05.1977 (9:30-11:20)  |
| 1-38   | «Сказка о золотом петушке» (СССР, мультфильм, 1967)                  | Суббота, 28.05.1977 (14:10-15:10)     | Понедельник, 30.05.1977 (9:30-10:30)  |

### Сезон 2 (сентябрь 1977 — май 1978)
Изначально вещательная сетка второго сезона «В гостях у сказки» повторяла вещательную сетку первого сезона, то есть еженедельно на канале «Первой программы ЦТ» по субботам после полудня для школьников первой смены с повторным показом по понедельникам утром для школьников второй смены.
Неожиданно, начиная с 8-го эпизода, повторные трансляции передачи были прекращены. Таким образом, последние три серии мультсериала «Волшебник изумрудного города» не были доступны для просмотра в повторном показе. Тем не менее, после показа второй серии «Приключения Буратино» (13-го эпизода передачи), телевидение решило возобновить повторные эфиры по понедельникам утром. А так как первая серия «Приключения Буратино» изначально на была в повторном эфире, то обе серии фильма показали в повторе одновременно без недельного перерыва. Повторный показ фильма «Новые похождения Кота в сапогах» был пропущен по неясным причинам.
Начиная с 23-го эпизода, передачу начали вещать по воскресеньям утром в 11 часов по московскому времени после «Служу Советскому Союзу». Таким самым, необходимость в повторном показе эпизодов «В гостях у сказки» отпала.
Два односерийных фильма «Молодость без старости» и «Сказка о потерянном времени» были разделены на две части и каждая сказка была показана в двух эфирах.
| Эпизод | Сказка                                                                   | Оригинальный эфир (московский регион) | Повторный эфир (московский регион)   |
| ------ | ------------------------------------------------------------------------ | ------------------------------------- | ------------------------------------ |
| 2-01   | «Аленький цветочек» (СССР, мультфильм, 1952)                             | Суббота, 03.09.1977 (14:15-15:20)     | Понедельник, 05.09.1977 (9:30-10:35) |
| 2-02   | «Волшебная книга Мурада» (СССР — Туркменфильм, фильм, 1976)              | Суббота, 10.09.1977 (14:20-15:55)     | Понедельник, 12.09.1977 (9:30-11:00) |
| 2-03   | «Сказка о рыбаке и рыбке» (СССР, мультфильм, 1950)                       | Суббота, 17.09.1977 (14:45-15:40)     | Понедельник, 19.09.1977 (9:30-10:25) |
| 2-04   | «Семург» (СССР — Узбекфильм, фильм, 1972)                                | Суббота, 24.09.1977 (13:35-15:20)     | Понедельник, 26.09.1977 (9:30-11:15) |
| 2-05   | «По щучьему веленью» (СССР, кукольный фильм, 1970)                       | Суббота, 01.10.1977 (13:00-14:00)     | Понедельник, 03.10.1977 (9:30-10:30) |
| 2-06   | «Волшебник изумрудного города», 1-3 серии (СССР, мультфильм, 1973—1974)  | Суббота, 08.10.1977 (12:30-14:00)     | Понедельник, 10.10.1977 (9:30-11:00) |
| 2-07   | «Волшебник изумрудного города», 4-7 серии (СССР, мультфильм, 1973—1974)  | Суббота, 15.10.1977 (12:40-14:00)     | Понедельник, 17.10.1977 (9:30-10:50) |
| 2-08   | «Волшебник изумрудного города», 8-10 серии (СССР, мультфильм, 1973—1974) | Суббота, 22.10.1977 (14:50-15:40)     |                                      |
| 2-09   | «Седьмой джинн» (СССР — Узбекфильм, фильм, 1976)                         | Суббота, 29.10.1977 (13:30-15:00)     |                                      |
| 2-10   | «Умные вещи», 1 серия (СССР, фильм, 1973)                                | Суббота, 5.11.1977 (13:30-15:00)      |                                      |
| 2-11   | «Умные вещи», 1 серия (СССР, фильм, 1973)                                | Воскресенье, 06.11.1977 (12:15-14:00) |                                      |
| 2-12   | «Приключения Буратино», 1 серия (СССР — Беларусьфильм, фильм, 1975)      | Суббота, 12.11.1977 (14:10-15:15)     | Понедельник, 21.11.1977 (9:30-11:45) |
| 2-13   | «Приключения Буратино», 2 серия (СССР — Беларусьфильм, фильм, 1975)      | Суббота, 19.11.1977 (14:15-15:25)     | Понедельник, 21.11.1977 (9:30-11:45) |
| 2-14   | «Золотая юрта» (Монголия/ГДР, фильм, 1961)                               | Суббота, 03.12.1977 (13:25-15:05)     | Понедельник, 05.12.1977 (9:30-11:10) |
| 2-15   | «Приключения жёлтого чемоданчика» (СССР, фильм, 1970)                    | Суббота, 10.12.1977 (15:05-16:50)     | Понедельник, 12.12.1977 (9:30-11:10) |
| 2-16   | «Снежная королева» (СССР, мультфильм, 1957)                              | Суббота, 17.12.1977 (16:30-18:15)     | Понедельник, 19.12.1977 (9:30-11:00) |
| 2-17   | «Двенадцать месяцев», 1 серия (СССР, фильм, 1972)                        | Суббота, 24.12.1977 (14:25-15:55)     | Понедельник, 26.12.1977 (9:30-12:15) |
| 2-18   | «Двенадцать месяцев», 2 серия (СССР, фильм, 1972)                        | Воскресенье, 25.12.1977 (14:15-15:30) | Понедельник, 26.12.1977 (9:30-12:15) |
| 2-19   | «Новые похождения Кота в сапогах» (фильм, 1958)                          | Суббота, 14.01.1978 (13:55-15:50)     |                                      |
| 2-20   | «Огонь, вода и… медные трубы» (СССР, фильм, 1967)                        | Суббота, 28.01.1978 (11:30-13:15)     | Понедельник, 30.01.1978 (9:25-11:10) |
| 2-21   | «Горя бояться — счастья не видать», 1 серия (СССР, фильм, 1973)          | Суббота, 04.02.1978 (16:15-17:50)     | Понедельник, 06.02.1978 (9:25-11:00) |
| 2-22   | «Горя бояться — счастья не видать», 2 серия (СССР, фильм, 1973)          | Суббота, 11.02.1978 (16:55-18:15)     | Понедельник, 13.02.1978 (9:40-10:45) |
| 2-23   | «Тайна железной двери» (СССР, фильм, 1970)                               | Воскресенье, 19.02.1978 (11:00-12:30) |                                      |
| 2-24   | «О Терезке и Пани Мадам» (ЧССР, фильм, 1976)                             | Воскресенье, 26.02.1978 (11:00-12:15) |                                      |
| 2-25   | «Снегурочка» СССР, мультфильм, 1952)                                     | Воскресенье, 05.03.1978 (11:00-12:30) |                                      |
| 2-26   | «Кошкин дом» (СССР, мультфильм, 1958)                                    | Воскресенье, 12.03.1978 (11:00-12:00) |                                      |
| 2-27   | «Три золотых волоска деда Всеведущ» (ЧССР, фильм, 1963)                  | Воскресенье, 19.03.1978 (11:00-12:30) |                                      |
| 2-28   | «Молодость без старости», 1 часть (Румыния, фильм, 1968)                 | Воскресенье, 02.04.1978 (11:00-12:10) |                                      |
| 2-29   | «Молодость без старости», 2 часть (Румыния, фильм, 1968)                 | Воскресенье, 09.04.1978 (11:00-12:00) |                                      |
| 2-30   | «Заколдованный мальчик» (СССР, мультфильм, 1955)                         | Воскресенье, 16.04.1978 (11:00-12:15) |                                      |
| 2-31   | «Чиполлино» (СССР, мультфильм, 1961)                                     | Воскресенье, 23.04.1978 (11:00-12:15) |                                      |
| 2-32   | «Приключения Буратино» (мультфильм, 1959)                                | Воскресенье, 30.04.1978 (11:00-12:30) |                                      |
| 2-33   | «Три толстяка» (СССР, мультфильм, 1963)                                  | Воскресенье, 07.05.1978 (11:10-12:15) |                                      |
| 2-34   | «Сказка о потерянном времени», 1 часть (СССР, фильм, 1964)               | Воскресенье, 14.05.1978 (11:00-12:10) |                                      |
| 2-35   | «Сказка о потерянном времени», 2 часть (СССР, фильм, 1964)               | Воскресенье, 21.05.1978 (11:00-12:10) |                                      |
| 2-36   | «Большой и маленький Клаус» (ГДР/ЧССР, фильм, 1971)                      | Воскресенье, 28.05.1978 (11:00-12:30) |                                      |

### Сезон 3 (сентябрь 1978 — май 1979)
К началу третьего сезона основные популярные сказки, которые имелись в запасах Гостелерадиофонда, были показаны в рамках предыдущих сезонов «В гостях у сказки». Поэтому, большую часть репертуара программы третьего сезона составили фильмы или мультфильмы из репертуара первого сезона. Тем неимение, общение ведущей, Валентины Леонтьевой, с детьми были отсняты индивидуально для каждой передачи, включая повторный кино-репертуар, и теперь зачатую составляли существенную часть общего времени в эфире.
Канал «Первой программе ЦТ» продолжил вещать «В гостях у сказки» по воскресеньям утром в 11 часов по московскому времени после программы Служу Советскому Союзу. В тех случаях, когда выходные дни переносилась на другие дни недели из-за праздников, расписание передач, в том числе «В гостях у сказки», переносились на эти дни. Исключением был премьерный показ двухсерийного фильма «Волшебный голос Джельсомино», первая серия которого бала показана в воскресенье 31 декабря, а вторая серия в понедельник 1 января.
Так же продолжилась практика деления некоторых односерийных фильмов на две части. Такими были «Варвара-краса, длинная коса», «Марья-искусница», и «Садко».
| Эпизод | Сказка                                                               | Эфир (московский регион)              |
| ------ | -------------------------------------------------------------------- | ------------------------------------- |
| 3-01   | «По щучьему веленью» (СССР, фильм, 1938)                             | Воскресенье, 03.09.1978 (11:00-12:30) |
| 3-02   | «Василиса Прекрасная» (СССР, фильм, 1939)                            | Воскресенье, 10.09.1978 (11:00-12:30) |
| 3-03   | «Конёк-Горбунок» (СССР, фильм, 1941)                                 | Воскресенье, 17.09.1978 (11:00-12:10) |
| 3-04   | «Кащей Бессмертный» (СССР, фильм, 1959)                              | Воскресенье, 24.09.1978 (11:00-12:30) |
| 3-05   | «Царевна-лягушка» (СССР, мультфильм, 1954)                           | Воскресенье, 01.10.1978 (11:00-12:10) |
| 3-06   | «Варвара-краса, длинная коса», 1 часть (СССР, фильм, 1969)           | Воскресенье, 08.10.1978 (11:00-12:10) |
| 3-07   | «Варвара-краса, длинная коса», 2 часть (СССР, фильм, 1969)           | Воскресенье, 15.10.1978 (11:00-12:00) |
| 3-08   | «Марья-искусница», 1 часть (СССР, фильм, 1959)                       | Воскресенье, 22.10.1978 (11:00-12:15) |
| 3-09   | «Марья-искусница», 2 часть (СССР, фильм, 1959)                       | Воскресенье, 29.10.1978 (11:00-12:00) |
| 3-10   | «Аленький цветочек» (СССР, мультфильм, 1952)                         | Понедельник, 06.11.1978 (11:00-12:10) |
| 3-11   | «Садко», 1 часть (СССР, фильм, 1952)                                 | Воскресенье, 12.11.1978 (11:00-12:10) |
| 3-12   | «Садко», 2 часть (СССР, фильм, 1952)                                 | Воскресенье, 19.11.1978 (11:00-12:10) |
| 3-13   | «Морозко» (СССР, фильм, 1964)                                        | Воскресенье, 26.11.1978 (11:00-12:30) |
| 3-14   | «Сказка о золотом петушке» (СССР, мультфильм, 1967)                  | Воскресенье, 03.12.1978 (11:00-12:00) |
| 3-15   | «В некотором царстве…» (СССР, мультфильм, 1957)                      | Воскресенье, 10.12.1978 (11:00-11:50) |
| 3-16   | «Дракон Шушу» (Венгрия, мультфильм, 1976)                            | Воскресенье, 17.12.1978 (11:00-12:30) |
| 3-17   | «Новогодние приключения Маши и Вити» (СССР, фильм, 1975)             | Воскресенье, 24.12.1978 (11:00-12:30) |
| 3-18   | «Волшебный голос Джельсомино», 1 серия (СССР, фильм, 1977)           | Воскресенье, 31.12.1978 (11:00-12:30) |
| 3-19   | «Волшебный голос Джельсомино», 2 серия (СССР, фильм, 1977)           | Понедельник, 01.01.1979 (11:15-12:20) |
| 3-20   | «Сказка о мертвой царевне и семи богатырях» (СССР, мультфильм, 1951) | Воскресенье, 07.01.1979 (11:00-12:00) |
| 3-21   | «Сказка о царе Салтане» (СССР, фильм, 1966)                          | Воскресенье, 14.01.1979 (11:00-12:30) |
| 3-22   | «Сказка о рыбаке и рыбке» (СССР, мультфильм, 1950)                   | Воскресенье, 21.01.1979 (11:00-11:50) |
| 3-23   | «Каменный цветок» (СССР, фильм, 1946)                                | Воскресенье, 28.01.1979 (11:00-12:30) |
| 3-24   | «Золотая утка» (Польша, фильм, 1976)                                 | Воскресенье, 04.02.1979 (11:00-12:00) |
| 3-25   | «Снежная королева» (СССР, фильм с элементами мультипликации, 1966)   | Воскресенье, 11.02.1979 (11:00-12:30) |
| 3-26   | «Дюймовочка» (СССР, мультфильм, 1964)                                | Воскресенье, 18.02.1979 (11:00-12:00) |
| 3-27   | «Заячий сторож» (ГДР, фильм)                                         | Воскресенье, 25.02.1979 (11:00-12:00) |
| 3-28   | «Удивительная история, похожая на сказку» (СССР, фильм, 1966)        | Воскресенье, 04.03.1979 (11:00-12:30) |
| 3-29   | «Три толстяка» (СССР, фильм, 1966)                                   | Суббота, 10.03.1979 (11:00-12:30)     |
| 3-30   | «Старая, старая сказка» (СССР, фильм, 1968)                          | Воскресенье, 18.03.1979 (11:00-12:30) |
| 3-31   | «Большой и маленький Клаус» (ГДР/ЧССР, фильм, 1971)                  | Воскресенье, 25.03.1979 (11:00-12:15) |
| 3-32   | «Золушка» (СССР, фильм, 1947)                                        | Воскресенье, 01.04.1979 (11:00-12:30) |
| 3-33   | «Красные и черные камни» (Польша, фильм, 1976)                       | Воскресенье, 08.04.1979 (11:00-11:45) |
| 3-34   | «Золотой гусь» (ГДР, фильм, 1964)                                    | Воскресенье, 15.04.1979 (11:00-12:30) |
| 3-35   | «Госпожа Метелица» (ГДР, фильм, 1963)                                | Воскресенье, 22.04.1979 (11:00-12:15) |
| 3-36   | «Сказка о Мальчише-Кибальчише» (СССР, фильм, 1964)                   | Понедельник, 30.04.1979 (11:00-12:30) |
| 3-37   | «Волшебная лампа Аладдина» (СССР, фильм, 1966)                       | Воскресенье, 06.05.1979 (11:00-12:30) |
| 3-38   | «Польские сказания» (Польша, мультфильм, 1971)                       | Воскресенье, 13.05.1979 (11:00-12:00) |
| 3-39   | «Новый Гулливер» (СССР, анимационно-игровой фильм, 1935)             | Воскресенье, 20.05.1979 (11:00-12:20) |
| 3-40   | «Златовласка» (ЧССР, фильм, 1973)                                    | Воскресенье, 27.05.1979 (11:00-12:30) |

### Сезон 4 (сентябрь 1979 — май 1980)
В течение четвёртого сезона расписание телепередач «В гостях у сказки» претерпело существенные изменения. Изначально, передача шла в эфире по аналогии с третьим сезоном еженедельно по воскресеньям утром в 11 часов по московскому времени после программы Служу Советскому Союзу по «Первой программе ЦТ». Соответственно, повторный показ телепередачи не требовался.
После трёхнедельной паузы в январе «Первая программа ЦТ» стала показывать передачу один раз в две недели по пятницам в более позднем дневном эфире с повторным показом по понедельникам утром. Повторный показ фильма «Вероника возвращается» был пропущен по неясным причинам.
Начиная с 26-го эпизода, повторный показ передачи перенесли с канала «Первой программы ЦТ» на канал «Четвертой программы ЦТ» по воскресеньям на дневной эфир. Это было сделано несмотря на то, что «Четвёртая программа» не была широко доступна во многих регионах СССР.
Как и ранее, при переносе выходных дней из-за праздников, «В гостях у сказки» переносилась на другие дни недели.
| Эпизод | Сказка | Оригинальный эфир (московский регион) | Повторный эфир (московский регион)                                |
| ------ | --- | ------------------------------------- | ----------------------------------------------------------------- |
| 4-01   | «Весёлое сновидение, или Смех и слёзы», 1 серия (СССР, фильм, 1976)                                               | Воскресенье, 02.09.1979 (11:00-12:20) |                                                                   |
| 4-02   | «Весёлое сновидение, или Смех и слёзы», 2 серия (СССР, фильм, 1976)                                               | Воскресенье, 09.09.1979 (11:00-12:20) |                                                                   |
| 4-03   | «Айболит и Бармалей» (СССР, мультфильм, 1973) «Краденое солнце» (СССР, мультфильм 1978)                           | Воскресенье, 16.09.1979 (11:00-11:40) |                                                                   |
| 4-04   | «Доктор Айболит» (СССР, фильм, 1938)                                                                              | Воскресенье, 23.09.1979 (11:00-12:30) |                                                                   |
| 4-05   | «Волшебник» (Венгрия, фильм, 1969)                                                                                | Воскресенье, 30.09.1979 (11:00-12:30) |                                                                   |
| 4-06   | «Регентруда» (ГДР, фильм, 1976)                                                                                   | Воскресенье, 07.10.1979 (14:30-15:50) |                                                                   |
| 4-07   | «Иваника и Симоника» (СССР — Грузия-фильм, фильм, 1976)                                                           | Воскресенье, 14.10.1979 (11:00-12:00) |                                                                   |
| 4-08   | «Пастух Янка», 1 серия (СССР — Беларусьфильм, телеверсия фильма «Маринка, Янка и тайны королевского замка», 1977) | Воскресенье, 21.10.1979 (11:00-12:30) |                                                                   |
| 4-09   | «Пастух Янка», 2 серия (СССР — Беларусьфильм, телеверсия фильма «Маринка, Янка и тайны королевского замка», 1977) | Воскресенье, 28.10.1979 (11:00-12:20) |                                                                   |
| 4-10   | «Аленький цветочек» (СССР, мультфильм, 1952)                                                                      | Воскресенье, 04.11.1979 (11:00-11:40) |                                                                   |
| 4-11   | «Приключения Буратино», 1 серия (СССР — Беларусьфильм, фильм, 1975)                                               | Суббота, 10.11.1979 (11:00-12:30)     |                                                                   |
| 4-12   | «Приключения Буратино», 2 серия (СССР — Беларусьфильм, фильм, 1975)                                               | Воскресенье, 18.11.1979 (11:00-12:30) |                                                                   |
| 4-13   | «Горя бояться — счастья не видать», 1 серия (СССР, фильм, 1973)                                                   | Воскресенье, 25.11.1979 (11:00-12:30) |                                                                   |
| 4-14   | «Горя бояться — счастья не видать», 2 серия (СССР, фильм, 1973)                                                   | Воскресенье, 02.12.1979 (11:00-12:30) |                                                                   |
| 4-15   | «Умные вещи» 1 серия (СССР, фильм, 1973)                                                                          | Воскресенье, 09.12.1979 (11:00-12:20) |                                                                   |
| 4-16   | «Умные вещи» 2 серия (СССР, фильм, 1973)                                                                          | Воскресенье, 16.12.1979 (11:00-12:20) |                                                                   |
| 4-17   | «Двенадцать месяцев», 1 серия, (СССР, фильм, 1972)                                                                | Воскресенье, 23.12.1979 (11:00-12:20) |                                                                   |
| 4-18   | «Двенадцать месяцев», 2 серия, (СССР, фильм, 1972)                                                                | Воскресенье, 30.12.1979 (11:15-12:45) |                                                                   |
| 4-19   | «Стоптанные туфельки» (ГДР, фильм, 1977)                                                                          | Пятница, 18.01.1980 (17:45-18:45)     | Понедельник, 21.01.1980 (9:35-10:35)                              |
| 4-20   | «Честное волшебное» (СССР, фильм, 1975)                                                                           | Пятница, 01.02.1980 (17:20-18:45)     | Понедельник, 04.02.1980 (9:05-10:30)                              |
| 4-21   | «Приключения в городе, которого нет» (СССР, фильм, 1974)                                                          | Пятница, 15.02.1980 (17:15-18:45)     | Понедельник, 25.02.1980 (9:30-11:00)                              |
| 4-22   | «Кащей Бессмертный» (СССР, фильм, 1944)                                                                           | Пятница, 29.02.1980 (17:25-18:45)     | Понедельник, 03.03.1980 (9:05-10:20)                              |
| 4-23   | «Вероника» (Румыния, фильм, 1972)                                                                                 | Пятница, 14.03.1980 (17:00-18:45)     | Понедельник, 17.03.1980 (9:05-10:45)                              |
| 4-24   | «Вероника возвращается» (Румыния, фильм, 1973)                                                                    | Пятница, 28.03.1980 (16:15-17:50)     |                                                                   |
| 4-25   | «Огниво» (ГДР, фильм, 1959)                                                                                       | Пятница, 11.04.1980 (15:05-16:40)     | Понедельник, 14.04.1980 (9:05-10:40)                              |
| 4-26   | «Самый сильный» (СССР, фильм, 1973)                                                                               | Пятница, 25.04.1980 (17:10-18:45)     | «Четвертая Программа ТЦ»: Воскресенье, 27.04.1980 (11:25 — 13:00) |
| 4-27   | «Цветик-семицветик» (фильм, 1968)                                                                                 | Четверг, 08.05.1980 (17:15-18:00)     | «Четвертая Программа ТЦ»: Суббота, 10.05.1980 (15:15-16:00)       |
| 4-28   | «Синюшкин колодец» (СССР, фильм, 1978)                                                                            | Пятница, 23.05.1980 (17:55-18:45)     | «Четвертая Программа ТЦ»: Воскресенье, 25.05.1980 (12:55 — 13:45) |

### Сезон 5 (сентябрь 1980 — май 1981)
В течение пятого сезона передача «В гостях у сказки» продолжала выходить в основном один раз в две недели по пятницам в позднем дневном эфире на канале «Первой программы ЦТ» с повторными показами по воскресеньям в полдень на канале «Четвертой программы ЦТ». Исключением был 10-й эпизод, который вышел в четверг 1 января утром без повторного показа. Кроме того, между 13-м и 14-м эпизодами был перерыв в четыре недели, а следующий 15-й эпизод вышел в эфир без недельного перерыва. Так же из-за праздника 1 Мая, который выпал в пятницу, 18-й эпизод вышел в эфир через две недели.
Как и ранее, при переносе выходных дней из-за праздников, «В гостях у сказки» переносилась на другие дни недели. В пятом сезоне это был 3-й эпизод который показали в субботу в повторном эфире во вторник.
Примечательно что в первом эпизоде был показан фильм «Золотой ключик» а в последнем — мультфильм «Приключения Буратино».
| Эпизод | Сказка                                                   | Оригинальный эфир (московский регион) | Повторный эфир (московский регион)                                |
| ------ | -------------------------------------------------------- | ------------------------------------- | ----------------------------------------------------------------- |
| 5-01   | «Золотой ключик» (СССР анимационно-игровой фильм, 1939)  | Пятница, 05.09.1980 (17:10-18:45)     | «Четвертая Программа ТЦ»: Воскресенье, 07.09.1980 (12:25 — 14:00) |
| 5-02   | «Последний лепесток» (СССР, мультфильм, 1977)            | Пятница, 19.09.1980 (18:05-18:45)     | «Четвертая Программа ТЦ»: Воскресенье, 21.09.1980 (12:20 — 13:00) |
| 5-03   | «Приключения жёлтого чемоданчика» (СССР, фильм, 1970)    | Суббота, 04.10, 1980 (16:55-18:30)    | «Четвертая Программа ТЦ»: Вторник, 07.10.1980 (11:00 — 12:35)     |
| 5-04   | «Дикие лебеди» (СССР, мультфильм, 1962)                  | Пятница, 17.10.1980 (17:30-18:45)     | «Четвертая Программа ТЦ»: Воскресенье, 19.10.1980 (12:45 — 14:00) |
| 5-05   | «Тайна железной двери» (СССР, фильм, 1970)               | Пятница, 31.10.1980 (17:20-18:45)     | «Четвертая Программа ТЦ»: Воскресенье, 02.10.1980 (11:35 — 13:00) |
| 5-06   | «Город мастеров» (СССР, фильм, 1965)                     | Пятница, 14.11.1980 (17:10-18:45)     | «Четвертая Программа ТЦ»: Воскресенье, 16.11.1980 (11:40 — 13:15) |
| 5-07   | «Сказка о потерянном времени» (СССР, фильм, 1964)        | Пятница, 28.11.1980 (17:15-18:45)     | «Четвертая Программа ТЦ»: Воскресенье, 30.11.1980 (11:30 — 13:00) |
| 5-08   | «Пастушка и трубочист» (СССР, мультфильм, 1965)          | Пятница, 12.12.1980 (17:15-18:00)     | «Четвертая Программа ТЦ»: Воскресенье, 12.12.1980 (11:30 — 12:15) |
| 5-09   | «Новогодние приключения Маши и Вити» (СССР, фильм, 1975) | Пятница, 26.12.1980 (16:50-18:15)     | «Четвертая Программа ТЦ»: Воскресенье, 28.12.1980 (11:10 — 12:35) |
| 5-10   | «Карлик Нос» (ГДР, фильм, 1978)                          | Четверг, 01.01.1981 (10:50-12:30)     |                                                                   |
| 5-11   | «Щелкунчик» (СССР, мультфильм, 1973)                     | Пятница, 16.01.1981 (17:55-18:45)     | «Четвертая Программа ТЦ»: Воскресенье, 18.01.1980 (13:25 — 14:15) |
| 5-12   | «Стоптанные туфельки» (ГДР, фильм, 1977)                 | Пятница, 30.01.1981 (17:15-18:15)     | «Четвертая Программа ТЦ»: Воскресенье, 01.02.1980 (13:00 — 14:00) |
| 5-13   | «Лоскутик и Облако», 1-3 серии (СССР мультфильм, 1977)   | Пятница, 13.02.1981 (17:35-18:45)     | «Четвертая Программа ТЦ»: Воскресенье, 15.02.1980 (11:50 — 13:00) |
| 5-14   | «Морозко» (СССР, фильм, 1964)                            | Пятница, 13.03.1981 (17:05-18:45)     | «Четвертая Программа ТЦ»: Воскресенье, 15.03.1980 (11:15 — 13:00) |
| 5-15   | «Снежная королева» (СССР, мультфильм, 1957)              | Пятница, 20.03.1981 (17:30-18:45)     | «Четвертая Программа ТЦ»: Воскресенье, 22.03.1980 (11:30 — 12:45) |
| 5-16   | «Три орешка для Золушки» (ЧССР/ГДР, фильм, 1973)         | Пятница, 03.04.1981 (17:05-18:45)     | «Четвертая Программа ТЦ»: Воскресенье, 05.04.1980 (10:00 — 11:40) |
| 5-17   | «Пастушка у колодца» (ГДР, фильм, 1979)                  | Пятница, 17.04.1981 (17:30-18:45)     | «Четвертая Программа ТЦ»: Воскресенье, 19.04.1980 (10:30 — 11:45) |
| 5-18   | «Старик Хоттабыч» (СССР, фильм, 1956)                    | Пятница, 08.05.1981 (17:05-18:45)     | «Четвертая Программа ТЦ»: Воскресенье, 10.05.1980 (10:35 — 12:15) |
| 5-19   | «Приключения Буратино» (СССР, мультфильм, 1959)          | Пятница, 22.05.1981 (17:20-18:45)     | «Четвертая Программа ТЦ»: Воскресенье, 24.05.1980 (11:00 — 12:25) |

### Сезон сентябрь 1981 — май 1982
Эпизоды 6-го сезона продолжали в основном выходить один раз в две недели на канале «Первой программы ЦТ» по пятницам в позднем дневном эфире. В некоторых случаях перерыв между эпизодами составлял 3-4 недели. Повторные эфиры передачи изначально шли по воскресеньям до полудня на канале «Четвертой Программы ТЦ». Начиная 1 января 1982, повторы перенесли на полдень на канал «Второй Программы ТЦ» охват которого, на территории СССР, был гораздо шире, чем у «Четвертой Программы ТЦ». Повтор 14-го эпизода был пропущен по не ясным причинам.
| Эпизод | Сказка                                                                          | Оригинальный эфир (московский регион) | Повторный эфир (московский регион)                              |
| ------ | ------------------------------------------------------------------------------- | ------------------------------------- | --------------------------------------------------------------- |
| 6-01   | «Новые приключения муравья и блохи», 1 серия (СССР — Грузия Фильм, фильм. 1980) | Пятница, 04.09.1981 (16:45-18:15)     | «Четвертая Программа ТЦ»: Воскресенье, 06.09.1981 (10:15-11:45) |
| 6-02   | «Новые приключения муравья и блохи», 2 серия (СССР — Грузия Фильм, фильм. 1980) | Пятница, 18.09.1981 (17:35-18:45)     | «Четвертая Программа ТЦ»: Воскресенье, 20.09.1981 (11:15-12:25) |
| 6-03   | «Марья-искусница» (СССР, фильм, 1959)                                           | Пятница, 09.10.1981 (16:35-18:15)     | «Четвертая Программа ТЦ»: Воскресенье, 11.10.1981 (10:30-12:10) |
| 6-04   | «Регентруда» (ГДР, фильм, 1976)                                                 | Пятница, 23.10.1981 (16:55-18:15)     | «Четвертая Программа ТЦ»: Воскресенье, 25.10.1981 (10:20-11:40) |
| 6-05   | «Садко» (СССР, фильм, 1952)                                                     | Пятница, 20.11.1981 (17:05-18:45)     | «Четвертая Программа ТЦ»: Воскресенье, 22.11.1981 (10:40-12:20) |
| 6-06   | «Королевство кривых зеркал» (СССР, фильм, 1963)                                 | Пятница, 11.12.1981 (17:15-18:45)     | «Четвертая Программа ТЦ»: Воскресенье, 13.12.1981 (10:15-11:45) |
| 6-07   | «Уточка — Голубое пёрышко» (ЧССР, мультфильм)                                   | Пятница, 18.12.1981 (17:35-18:20)     | «Четвертая Программа ТЦ»: Воскресенье, 20.12.1981 (11:45-12:30) |
| 6-08   | «Немухинские музыканты» (СССР, фильм, 1981)                                     | Пятница, 01.01.1982 (11:25-13:00)     | «Вторая Программа ТЦ»: Воскресенье, 03.01.1982 (11:05-12:40)    |
| 6-09   | «Принцесса на горошине» (СССР, фильм, 1976)                                     | Пятница, 15.01.1982 (17:00-18:45)     | «Вторая Программа ТЦ»: Воскресенье, 17.01.1982 (12:20-14:05)    |
| 6-10   | «Последний лепесток» (СССР, мультфильм, 1977)                                   | Пятница, 29.01.1982 (17:50-18:35)     | «Вторая Программа ТЦ»: Воскресенье, 31.01.1982 (11:00-11:45)    |
| 6-11   | «Заколдованный мальчик» (СССР, мультфильм, 1955                                 | Пятница, 12.02.1982 (17:30-18:30)     | «Вторая Программа ТЦ»: Воскресенье, 14.02.1982 (12:50-13:50)    |
| 6-12   | «Василиса Прекрасная» (СССР, фильм, 1939)                                       | Пятница, 26.02.1982 (17:15-18:45)     | «Вторая Программа ТЦ»: Воскресенье, 28.02.1982 (11:25-12:55)    |
| 6-13   | «Три толстяка» (СССР, фильм, 1966)                                              | Пятница, 12.03.1982 (16:30-18:15)     | «Вторая Программа ТЦ»: Воскресенье, 14.03.1982 (12:05-13:50)    |
| 6-14   | «Бибигон» (СССР, мультфильм, 1981) «Муха-Цокотуха» (СССР, Мультфильм)           | Пятница, 26.03.1982 (16:45-17:45)     |                                                                 |
| 6-15   | «Медвежонок» (Финляндия)                                                        | Пятница, 09.04.1982 (16:45-17:45)     | «Вторая Программа ТЦ»: Воскресенье, 11.04.1982 (14:15-15:15)    |
| 6-16   | «Дюймовочка» (СССР, мультфильм, 1964)                                           | Пятница, 23.04.1982 (17:15-18:05)     | «Вторая Программа ТЦ»: Воскресенье, 25.04.1982 (12:30-13:20)    |
| 6-17   | «Седьмой джинн» (СССР — Узбекфильм, фильм, 1976)                                | Пятница, 14.05.1982 (17:15-18:45)     | «Вторая Программа ТЦ»: Воскресенье, 16.05.1982 (12:40-14:10)    |
| 6-18   | «Праздник непослушания» (Венгрия, фильм, 1976)                                  | Пятница, 28.05.1982 (17:00-18:45)     | «Вторая Программа ТЦ»: Воскресенье, 30.05.1982 (12:40-14:25)    |

### Сезон сентябрь 1982 — май 1983
- «Акмаль, дракон и принцесса» (фильм, 1981)
- «Сказка о царе Салтане» (фильм, 1967)
- «Сказка о мертвой царевне и семи богатырях» (мультфильм, 1951) и «Сказка о золотом петушке» (мультфильмы, 1967)
- «Туфли с золотыми пряжками» (2 серии, фильм, 1976) — показан в двух передачах
- «Дикие лебеди» (мультфильм, 1962)
- «Старая, старая сказка» (фильм, 1968)
- «Звездный мальчик» (фильм, 1958)
- «Золушка» (мультфильм, 1979) и «Щелкунчик» (мультфильм, 1973)
- «Приключения Буратино» (2 серии, фильм, 1975)
- «Пока бьют часы» (фильм, 1976)
- «Черная курица» (мультфильм, 1975)
- «Шкатулка с секретом» (мультфильм, 1976) и «Исполнение желаний» (мультфильм, 1957)
- «Снегурочка» (мультфильм, 1952)
- «Золушка» (фильм, 1947)
- «Финист — Ясный сокол» (фильм, 1975)

### Сезон сентябрь 1983 — май 1984
- «Новый Гулливер»
- «Варвара-краса, длинная коса»
- «Приключения Буратино»
- «Илья Муромец»
- «Город мастеров»
- «Двенадцать месяцев»
- «Кошкин дом»
- «Маугли»
- «Три орешка для Золушки»
- «Златовласка»
- «Чиполлино»
- «Сказка о рыбаке и рыбке».

### Сезон сентябрь 1984 — май 1985
- «Новые похождения Кота в сапогах»
- «Садко»
- «Новые приключения Акмаля»
- «Кольца Альманзора», «Осенние колокола»
- «Карлик Нос» (ГДР, фильм, 1978)
- «Принцесса на горошине»
- «Шушу-нянька» (Венгрия)
- «Пари с Волшебницей»[рум.] (Румыния, фильм, 1984)
- «Королевство кривых зеркал»
- «Приключения в городе, которого нет».

### Сезон сентябрь 1985 — январь 1986
- «Весёлое волшебство»
- «Варвара-краса, длинная коса»
- «Регентруда»
- «Звездный мальчик»
- «Василиса Прекрасная»
- «Вук»
- «Финист — Ясный сокол»
- «Мария, Мирабела».

## Ведущие
Ведущая — Валентина Леонтьева, Владимир Долинский, Рогволд Суховерко (сказочные библиотекари), Полина Осетинская, позже — Денис Матросов (Ноки), Татьяна Веденеева. Некоторые выпуски вела Ангелина Вовк.

## Факты
- Начальная заставка телепередачи изначально представляла собой самостоятельный мультфильм с колокольчиками, пером Жар-птицы, Иванушкой на Коньке-горбунке, и появляющейся под конец надписи-названия «В гостях у сказки». Ни в Интернете, ни в телепрограммах, посвящённых передаче, а также В. М. Леонтьевой, данная изначальная заставка не размещается (не показывается)[источник не указан 2179 дней]. Конечная заставка телепередачи представляла собой фрагмент фильма «Варвара-краса, длинная коса» в котором бабушка-сказительница произносила фразу: «Вот и сказочке конец, а кто слушал молодец» и под музыку закрывала ставни. В роли сказительницы снималась актриса Анастасия Зуева (1896—1986)[5].
- Автор стихов песни «Приходи, сказка» Юлий Ким[6], музыка Владимира Дашкевича.
- У группы Король и Шут имеется форум с одноимённым названием.